# 梓龙乡
梓龙乡，是中华人民共和国湖南省娄底市冷水江市下辖的一个乡镇级行政单位。

## 行政区划
梓龙乡下辖以下地区：
滴水村、林场村、前进村、吴家村、杨桥村、杨新村、周头村和梓坪村。